# Muraltia vulnerans
Muraltia vulnerans är en jungfrulinsväxtart som beskrevs av Margaret Rutherford Bryan Levyns. Muraltia vulnerans ingår i släktet Muraltia och familjen jungfrulinsväxter. Inga underarter finns listade i Catalogue of Life.